# シンエー
株式会社シンエーは、かつて存在した医薬品・医療機器・医療用検査試薬・介護用品・健康食品・一般用医薬品等の卸売販売を行う企業。本社を兵庫県神戸市に置いていた。兵庫県・岡山県・京都府・滋賀県・大阪府が地盤。
再編により、現在は株式会社ケーエスケーである。

## 沿史
- 1986年（昭和61年）4月 - 株式会社大協と兵東薬販株式会社が合併し、株式会社シンエーを設立。
- 1994年（平成6年）
  - 2月 - 新宮薬品株式会社を合併。
  - 4月1日 - 上羽商事株式会社と合併。
- 1997年（平成9年）- 武村商事と合併。
- 1998年（平成10年）2月 - サンワ薬品株式会社を合併。
- 1999年（平成11年）10月1日 - 錦城薬品株式会社及び株式会社協進と合併し、株式会社ケーエスケーとなる。

## 営業所
兵庫事業部
本社・神戸東支店・尼崎支店・姫路支店・明石支店・豊岡支店・尼崎東支店・加古川支店・柏原支店・神戸北支店・神戸西支店・滝野支店・洲本支店・相生支店
岡山事業部
岡山支店
京都事業部
京都支店・京都南支店・舞鶴支店・福知山出張所・峰山出張所
滋賀事業部
滋賀支店
大阪事業部
高槻営業所

## 主な取引メーカー
- 三共
- 田辺製薬
- 協和発酵
- 中外製薬
- 大塚製薬
- エーザイ